# Kemal Kılıçdaroğlu
Kemal Kılıçdaroğlu   (Nazımiye, 17 de desembre de 1948) és un polític socialdemòcrata turc. És líder del Partit Republicà del Poble (CHP) i és el principal líder de l'oposició a Turquia des de 2010. Va ser diputat del parlament turc pel segon districte electoral d'Istanbul de 2002 a 2015 i diputat pel segon districte electoral d'Esmirna des del 7 de juny de 2015.
Abans d'entrar en política, Kılıçdaroğlu va ser funcionari i va ocupar el càrrec de president de l'Institut de la Seguretat Social (SSK) de 1992 a 1996 i de nou de 1997 a 1999. Va ser elegit diputat en les eleccions generals de 2002 i es va convertir en el líder del grup parlamentari del CHP. En les eleccions locals de 2009, va ser nomenat candidat del CHP a l'alcaldia d'Istanbul i va perdre enfront del Partit de la Justícia i el Desenvolupament (AKP) amb el 37% dels vots, mentre que el candidat de l'AKP va obtenir el 44,71% dels vots. Va ser elegit vicepresident de la Internacional Socialista el 31 d'agost de 2012.
Després de la dimissió de Deniz Baykal com a líder del partit en 2010, Kılıçdaroğlu va anunciar la seva candidatura i va ser triat per unanimitat i sense oposició com a líder del CHP. Es considerava que podia donar un nou impuls al CHP. El CHP va experimentar un augment posterior en la seva quota de vots, i després del domini solid del Partit de la Justícia i el Desenvolupament durant dues dècades, en les eleccions municipals de 2019 el Partit Republicà del Poble va aconseguir les alcaldies d'Istanbul i Ankara, i a les eleccions municipals de 2024 va guanyar el vot popular per primer cop des de 1977.